# Roger Martin du Gard
Roger Martin du Gard (født 23. marts 1881, død 22. august 1958) var en fransk forfatter. Han blev tildelt nobelprisen i litteratur i 1937.